# 魔物獵人 崛起
《魔物獵人 崛起》是一款由卡普空开发并发行在任天堂Switch上的动作角色扮演游戏。本作是繼《魔物獵人XX》後再度登陆任天堂Switch上的魔物獵人系列作品，遊戲於2021年3月26日面向Nintendo Switch在全球同步發售，並於2022年1月12日發佈了面向Microsoft Windows的Steam版。配合遊戲同步上市的還包括三款Amiibo，分別是隨從貓「艾路」、獵犬「加爾克」，以及新登場的封面魔物「怨虎龍」。可透過Amiibo為遊戲中的玩家解鎖一套對應的特別外觀裝備。
本作於2020年9月17日由任天堂舉辦的直播發表會「任天堂直面会」上首度揭露，同時公開的新作還有登陆任天堂Switch的《魔物獵人物語2 破滅之翼》，兩款遊戲將會有連動要素。
在2021年9月24日任天堂直面会上，超大型扩充内容《魔物獵人 崛起：破曉》正式公布，於2022年6月30日发售，平台為任天堂Switch以及Steam。並且在2022年6月14日由卡普空舉辦的直播發表會「卡普空Showcase」公布《崛起：破曉》將於2022年6月15日配信體驗版。

## 概要
與其他《魔物獵人》系列的遊戲一樣，《魔物獵人 崛起》中玩家扮演“獵人”角色，並參與讨伐或捕獲大型魔物的遊戲任務。遊戲中有多種武器、工具和環境來給魔物造成傷害或將其弱化，與此同時避免遭受牠們的攻擊而力盡倒地。成功完成任務後可以獲得從魔物上打掉的部位等戰利品，這些戰利品又能作為原料鍛造新的防具和武器，以便挑戰更強力的魔物，由此形成本遊戲的核心玩法循環。本作中有幾個系列舊作中回歸的魔物，也有一些為《崛起》中新開發的魔物。《崛起》內有《魔物獵人X》和《世界》中的全部14種武器，包括各種類型的劍、盾、棍、弓和槍械等。
《崛起》使用了《魔物獵人 世界》相同的無縫銜接地圖，而不像系列早期遊戲內的劃區地圖。如遊戲標題所暗示，其遊戲地圖較前作更注重於垂直活動，因此玩家裝備有名為“翔蟲”的新的移動工具。翔蟲類似於《魔物獵人 世界：冰原》內引入的鉤爪，可讓玩家勾住翔蟲並蕩至高處。翔蟲還可以與各種武器類型配合使用，讓武器有新的招式與連招。且翔蟲還可以對部分魔物實行“操龍”，讓玩家可以騎在魔物身上並部分控制魔物的行動，引導其前往更適合作戰的區域，或者操縱其攻擊其他魔物。
《崛起》中還引入了牙獵犬作為玩家的隨從動物。玩家可以騎著牙獵犬在地圖上快速移動而不消耗體力。另外牙獵犬也可以快速地攀爬地圖上的峭壁，或者和艾露貓（一種亦出現於前作的隨從動物）一起協助玩家攻擊魔物。
《崛起》含有單人遊玩、本地和線上多人遊玩模式，最多支援4名玩家組成隊伍參與任務。在單人遊玩中，玩家可攜帶2隻隨從動物，在多人遊玩模式中則只能攜帶一隻。
除了系列標誌性的狩獵遊戲模式，《崛起》還引入了名為“百龍夜行”的一種塔防遊戲模式。該模式中，玩家需要幫助據點村莊抵禦魔物的襲擊。在襲擊來臨前或襲擊中，玩家可以設置攻擊武器或指示非玩家角色攻擊魔物、操縱設置好的武器攻擊魔物或者直接使用武器攻擊牠們。

## 開發
本作為該系列繼《魔物獵人 世界》後的主系列遊戲，其遊戲名稱的副標題不再以編號的方式命名。製作人辻本良三表示，諸如World和Rise，都希望擺脫以往系列作的編號，並根據遊戲的核心概念來命名，藉此直接反映遊戲的概念及元素。《魔物獵人 崛起》的開發工作最早在《魔物獵人XX》上市後便開始進行，並且與《魔物獵人 世界》同時開發，且兩個遊戲的開發團隊會彼此提供開發上的想法。遊戲上市後也將持續提供類似於《魔物獵人 世界》發行後的免費內容。根據卡普空釋出的新聞稿內容，本作是首度以RE引擎開發的魔物獵人系列。
本作于2021年1月8日至2月1日提供体验版，玩家可以体验4个任务，其中一個任務是幫助玩家熟悉本作新加入的“翔虫”、“操龍”等要素，剩餘三個任務分別可挑戰新魔物鐮鼬龍王、人氣魔物泡狐龍及本作的封面魔物怨虎龍。
2021年9月30日，卡普空宣布本作将在2022年1月13日登陆Steam平台。
2022年12月2日，卡普空宣布本作将于2023年1月20日在Xbox Series X/S、Xbox One、PlayStation 5、PlayStation 4等平台发售，游戏扩充包《曙光》将在2023年春季登陆上述平台。

## 評價
在遊戲發售三天後，官方宣布本作的全球出貨量已達400萬套，一周后官方再次宣布全球出货量达到500万套。4月28日，官方宣布全球出货量达到600万套。5月28日，官方推特宣布本作銷售已突破700萬套。8月10日，卡普空官方宣布本作銷售達730萬套。

## 外部連結
- 官方网站：日文、繁体中文、简体中文